# Jagdgeschwader 2
A Jagdgeschwader 2 "Richthofen" foi uma unidade aérea da Luftwaffe durante a Segunda Guerra Mundial.

## Geschwaderkommodoren
| Comandante                              | Data                                             |
| --------------------------------------- | ------------------------------------------------ |
| Oberst Gerd von Massow                  | 1 de maio de 1939 – 31 de março de 1940          |
| Oberstleutnant Harry von Bülow-Bothkamp | 1 de abril de 1940 – 2 de setembro de 1940       |
| Major Wolfgang Schellmann               | 2 de setembro de 1940 – 20 de outubro de 1940    |
| Major Helmut Wick                       | 20 de outubro de 1940 – 28 de novembro de 1940   |
| Hauptmann Karl-Heinz Greisert           | 28 de novembro de 1940 – 16 de fevereiro de 1941 |
| Major Wilhelm Balthasar                 | 16 de fevereiro de 1941 – 3 de julho de 1941     |
| Oberstleutnant Walter Oesau             | 20 de julho de 1941 – 1 de julho de 1943         |
| Major Egon Mayer                        | 1 de julho de 1943 – 2 de março de 1944          |
| Major Kurt Ubben                        | 2 de março de 1944 – 27 de abril de 1944         |
| Oberstleutnant Kurt Bühligen            | 28 de abril de 1944 – 8 de maio de 1945          |

## Stab
Formado em 1 de maio de 1939 em Döberitz a partir do Stab/JG 131.

## I. Gruppe

### Gruppenkommandeure
| Comandante                      | Data                                           |
| ------------------------------- | ---------------------------------------------- |
| Oberstleutnant Carl Vieck       | 1 de maio de 1939 – 26 de setembro de 1939     |
| Hauptmann Jürgen Roth           | 1 de outubro de 1939 – 22 de junho de 1940     |
| Hauptmann Hennig Strümpell      | 22 de junho de 1940 – 9 de setembro de 1940    |
| Hauptmann Helmut Wick           | 9 de setembro de 1940 – 20 de outubro de 1940  |
| Hauptmann Karl-Heinz Krahl      | 20 de outubro de 1940 – 20 de novembro de 1941 |
| Hauptmann Ignaz Prestele        | 20 de novembro de 1941 – 4 de maio de 1942     |
| Hauptmann Erich Leie            | 24 de junho de 1942 – dezembro de 1942         |
| Hauptmann Helmut-Felix Bolz     | dezembro de 1942 – 18 de agosto de 1943        |
| Hauptmann Erich Hohagen         | 19 de agosto de 1943 – 24 de setembro de 1944  |
| Major Walter Matoni             | 24 de setembro de 1944 – dezembro de 1944      |
| Hauptmann Franz Hrdlicka        | 18 de dezembro de 1944 – 25 de março de 1945   |
| Oberleutnant Christian Eickhoff | 26 de março de 1945 – 8 de maio de 1945        |

Formado em 1 de maio de 1939 em Döberitz a partir do I./JG 131 com:
- Stab I./JG2 from Stab I./JG131
- 1./JG2 from 1./JG131
- 2./JG2 from 2./JG131
- 3./JG2 from 3./JG131

Em julho de 1942 o 1./JG2 se tornou 11./JG2, e este foi reformado.
No dia 21 de setembro de 1943 foram adicionados mais 4 staffeln:
- 1./JG2 não mudou
- 2./JG2 não mudou
- 3./JG2 não mudou
- 4./JG2 a partir do 11./JG2

O I./JG2 acabou sendo dispensado em abril de 1945.

## II. Gruppe

### Gruppenkommandeure
| Comandante                    | Data                                           |
| ----------------------------- | ---------------------------------------------- |
| Hauptmann Wolfgang Schellmann | 15 de dezembro de 1939 – 2 de setembro de 1940 |
| Hauptmann Karl-Heinz Greisert | 2 de setembro de 1940 – 17 de maio de 1942     |
| Hauptmann Helmut-Felix Bolz   | 17 de maio de 1942 – dezembro de 1942          |
| Oberleutnant Adolf Dickfeld   | dezembro de 1942 – janeiro de 1943             |
| Oberleutnant Erich Rudorffer  | janeiro de 1943 – junho de 1943                |
| Hauptmann Kurt Bühligen       | 15 de junho de 1943 – 1 de maio de 1944        |
| Hauptmann Georg Schroder      | 4 de maio de 1944 – 1 de janeiro de 1945       |
| Major Walter Matoni           | janeiro de 1945 – 28 de fevereiro de 1945      |
| Hauptmann Fritz Karch         | 28 de fevereiro de 1945 – 8 de maio de 1945    |

Foi formado em 15 de dezembro de 1939 em Wien-Schwechat com:
- Stab II./JG2 novo
- 4./JG2 novo
- 5./JG2 novo
- 6./JG2 novo

Em 21 de setembro de 1943 foram adicionados ao Gruppe mais 4 staffeln:
- 5./JG2 não mudou
- 6./JG2 não mudou
- 7./JG2 a partir do antigo 4./JG2
- 8./JG2 a partir do 12./JG2

## III. Gruppe

### Gruppenkommandeure
| Comandante                 | Data                                           |
| -------------------------- | ---------------------------------------------- |
| Hauptmann Dr. Erich Mix    | 16 de março de 1940 – 24 de setembro de 1940   |
| Hauptmann Otto Bertram     | 24 de setembro de 1940 – 28 de outubro de 1940 |
| Hauptmann Hans Hahn        | 28 de outubro de 1940 – 1 de novembro de 1942  |
| Hauptmann Egon Mayer       | 1 de novembro de 1942 – 1 de julho de 1943     |
| Hauptmann Bruno Stolle     | 1 de julho de 1943 – fevereiro de 1944         |
| Hauptmann Herbert Huppertz | fevereiro de 1944 – 8 de junho de 1944         |
| Hauptmann Josef Wurmheller | 8 de junho de 1944 – 22 de junho de 1944       |
| Hauptmann Siegfried Lemke  | 23 de junho de 1944 – 8 de maio de 1945        |

Formado em 16 de março de 1940 em Burg-Magdeburg com:
- Stab III./JG2 novo
- 7./JG2 novo
- 8./JG2 novo
- 9./JG2 novo

No dia 21 de setembro de 1943 foram adicionados 4 staffeln:
- 9./JG2 não mudou
- 10./JG2 novo
- 11./JG2 a partir do antigo 7./JG2
- 12./JG2 a partir do antigo 8./JG2

## IV. Gruppe

### Gruppenkommandeure
| Comandante           | Data                                           |
| -------------------- | ---------------------------------------------- |
| Oberleutnant Müller  | 1 de setembro de 1939 – 3 de fevereiro de 1940 |
| Hauptmann Blumensaat | 3 de fevereiro de 1940 – 22 de junho de 1940   |

O 10.(N)/JG2 foi formado em 1 de maio de 1939 em Döberitz a partir do 10.(N)/JG 131.
Foi adicionado ao Gruppe em 3 de fevereiro de 1940 em Jever com:
- Stab IV./JG2 novo
- 10./JG2 a partir do 10./JG2
- 11./JG2 a partir do 10./JG 26
- 12./JG2 a partir do 10.(N)/JG 72

No dia 22 de junho de 1940 foi redesignado II./NJG 1:
- Stab IV./JG2 se tornou Stab II./NJG1
- 10./JG2 se tornou 4./NJG1
- 11./JG2 se tornou 5./NJG1
- 12./JG2 se tornou 6./NJG1

## Ergänzungsgruppe

### Gruppenkommandeure
| Comandante                    | Data                                        |
| ----------------------------- | ------------------------------------------- |
| Oberleutnant Horst Steinhardt | 1 de outubro de 1940 – maio de 1941         |
| Major Jürgen Roth             | 12 de maio de 1941 – 5 de fevereiro de 1942 |

Formado em 1 de outubro de 1940 em Le Havre-Octeville como Ergänzungsstaffel/JG2. No mês de maio de 1941 foi adicionado ao Erg.Gruppe com:
- 1. Einsatzstaffel
- 2. Ausbildungsstaffel from Erg.Sta./JG 2

Acabou sendo dispensado em janeiro de 1942, o seu Stab se tornou Stab/EJGr. West, o Ausbildungsstaffel se tornou 1./EJGr. West, e o Einsatzstaffel se tornou 10./JG 1.

## 10.(Jabo)/JG2
Formado em 10 de novembro de 1941 em Beaumont-le-Roger como 13./JG2. a partir de abril de 1942 se tornou10.(Jabo)/JG2.
Em 10 de abril de 1943 foi redesignado 13./SKG 10.

## 11.(Höh.)/JG2
Formado em julho de 1942 em St. Pol a partir do 1./JG2. Foi dispensado em 1 de fevereiro de 1943 e absorvido pela Jagdgeschwader 53.
Foi reformado em 10 de dezembro de 1942 em Beaumont-le-Roger e foi anexado ao I./JG2.
Em 21 de setembro de 1943 foi redesignado 4./JG2.

## 12./JG2
Formado em 1 de janeiro de 1943 em Evreux. Em 21 de setembro de 1943 foi redesignado 8./JG2.

## Recebedores da Cruz de Cavaleiro da Cruz de Ferro
A seguir está a lista dos condecorados com a Cruz de Cavaleiro da Cruz de Ferro desta unidade:
| Nome                     | Cruz de Ferro           | Folhas de Carvalho     | Espadas                |
| ------------------------ | ----------------------- | ---------------------- | ---------------------- |
| Harry von Bulow-Bothkamp | 22 de agosto de 1940    |                        |                        |
| Helmut Wick              | 27 de agosto de 1940    | 6 de outubro de 1940   |                        |
| Werner Machold           | 5 de setembro de 1940   |                        |                        |
| Wolfgang Schellmann      | 18 de setembro de 1940  |                        |                        |
| Hans Hahn                | 24 de setembro de 1940  | 14 de agosto de 1941   |                        |
| Otto Bertram             | 28 de outubro de 1940   |                        |                        |
| Siegfried Schnell        | 9 de novembro de 1940   | 9 de julho de 1941     |                        |
| Karl-Heinz Krahl         | 13 de novembro de 1940  |                        |                        |
| Erich Rudorffer          | 1 de maio de 1941       |                        |                        |
| Wilhelm Balthasar        | 2 de julho de 1941      |                        |                        |
| Egon Mayer               | 1 de agosto de 1941     | 16 de abril de 1943    | 2 de março de 1944     |
| Erich Leie               | 1 de agosto de 1941     |                        |                        |
| Rudolf Pflanz            | 1 de agosto de 1941     |                        |                        |
| Kurt Bühligen            | 4 de setembro de 1941   | 2 de março de 1944     | 14 de agosto de 1944   |
| Josef Wurmheller         | 4 de setembro de 1941   | 13 de novembro de 1942 | 24 de outubro de 1944* |
| Frank Liesendahl         | 4 de setembro de 1942*  |                        |                        |
| Fritz Schröter           | 24 de setembro de 1942  |                        |                        |
| Bruno Stolle             | 17 de março de 1943     |                        |                        |
| Kurt Goltzsch            | 5 de fevereiro de 1944* |                        |                        |
| Siegfried Lemke          | 14 de junho de 1944     |                        |                        |
| Herbert Huppertz         | 24 de junho de 1944*    |                        |                        |
| Franz Hrdlicka           | 9 de agosto de 1944     |                        |                        |
| Walter Matoni            | 2 de janeiro de 1945    |                        |                        |
| Fritz Karch              | 17 de abril de 1945     |                        |                        |